# Кірш Руслан Анатолійович
Руслан Анатолійович Кірш (нар. 13 вересня 1985, Київ) — український музикант, актор, перформер, співзасновник та соліст формації NOVA OPERA.

## Життєпис
Руслан Кірш народився в 1985 році у місті Київ. Розпочав музичну освіту у 1991 році в Київській середній спеціалізованій музичній школі-інтернат імені Миколи Лисенка на диригентсько-хоровому відділі
В 2003—2008 навчався в Київській консерваторії на диригентсько-хоровому відділі
В 2012 почав працювати в Київському національному академічному театрі оперети
Співзасновник та соліст формації «NOVA OPERA». Брав участь у створенні першої імпровізаційної опери формації — «Коріолан», режисер Влад Троїцький.
У 2015 р. Брав участь у створенні опери-реквієму «Йов», композиторів Іллі Разумейко та Романа Григоріва, режисер Влад Троїцький. З виставою   IYOV виступав у Віденській філармонії, на Нью-Йоркському фестивалі «Prototype», в Парижі в залі Kortot, в оперному театрі в Скопье, в театрі Шекспіра у Ґданську.
У 2020 році у номінації «Театральне мистецтво» Опера-реквієм «Йов» здобула Шевченківську премію.
В 2016 Брав участь у створенні опери-цирк «Вавилон», композиторів Іллі Разумейко та Романа Григоріва, режисер Влад Троїцький.
В 2016 р. Як соліст Contemporary Music Vocal Ensemble «Alter Ratio» разом з оркестром агенції «Ухо» виконував «Nouvelles Aventures» композитора Дьёрдь Ша́ндор Ли́гети.
15 листопада 2016 співав партію Безіла Хейворда в опері — нуар «Доля Доріана» композитора Кармелли Цепколенко, режисер Антон Літвінов.
2017 р. Брав участь у створенні записі диску «Mariologia» Contemporary Music Vocal Ensemble «Alter Ratio».
2017 р. Брав участь у створенні опера-балет «Ark», композитори Ілля Разумейко та Роман Григорів, режисер Влад Троїцький, хореограф Оскар Шакон.
У 2018 році опера IYOV увійшла у топ 10 найкращих опер світу за версією Theatre Now New York
2018 р. Брав участь у створенні перформансу «Air», композитор П'єр Тілуа, режисер Влад Троїцький, за участі: Dakh Dauthers, Nova Opera, Національний президентський оркестр України, диригент Гаст Вальтціг.
Брав участь у створенні перформансу «Аєрофонія» на стадіоні «Рух» композитори Ілля Разумейко та Роман Григорів.
Брав участь в проекті «Класс Акт» вистава «Авдіївський Ромео» режисер Павло Арье 2018р
2018 р. Брав участь у створенні перформансу «Впольована пристрасть» Реж. Богдан Поліщук 2019 р.
2018 р. Брав участь у створенні музично-театрального перформанса за мотивами твору Девіда Ленга «The little match girl passion / Страсті за дівчинкою із сірниками» у виконанні Contemporary Music Vocal Ensemble «Alter Ratio» та за участі режисера-постановника Дмитра Костюмінського
2019 р. Брав участь у створенні опери «Ґаз». Композитори Ілля Разумейко та Роман Григорів.